# Physaria cordiformis
Physaria cordiformis là một loài thực vật có hoa trong họ Cải. Loài này được Rollins miêu tả khoa học đầu tiên năm 1950.